# Markthalle (Milly-la-Forêt)
Koordinaten: 48° 24′ 10,3″ N, 2° 28′ 12,9″ O

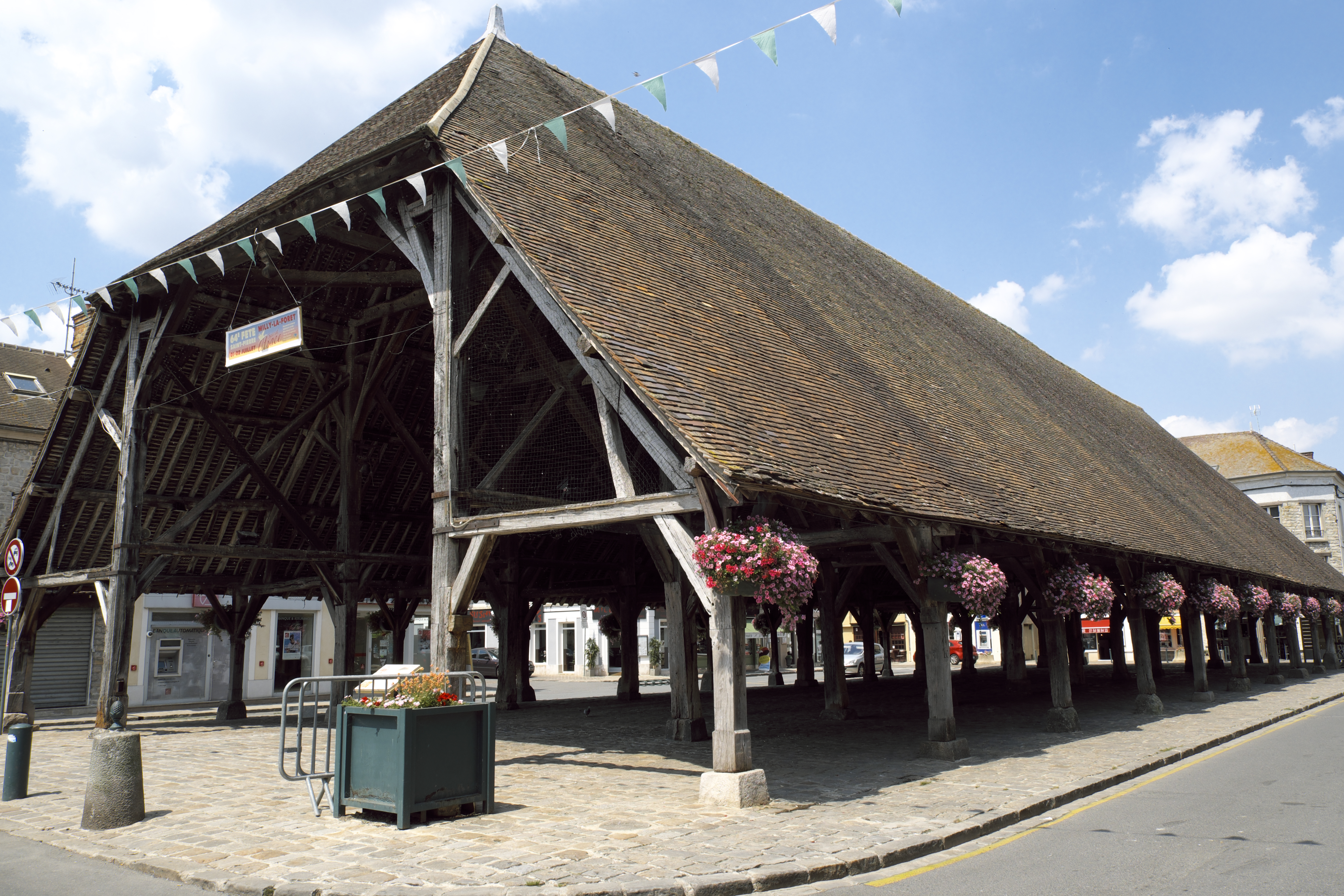
Markthalle in Milly-la-Forêt

Die Markthalle in Milly-la-Forêt, einer französischen Stadt im Département Essonne in der Region Île-de-France, wurde 1479 errichtet. Die Markthalle an der Place du Marché steht seit 1923 als Monument historique auf der Liste der Baudenkmäler in Frankreich.
Die Markthalle ließ der Grundherr Louis Mallet de Graville erbauen. Der König erteilte das Privileg für einen Markttag pro Woche und drei Messen pro Jahr.
Das Gebäude mit einer Grundfläche von 730 Quadratmetern besteht aus einer langen Halle, die durch Holzpfeiler auf Sandsteinsockeln in drei Schiffe geteilt wird.
Im Jahr 1858 kaufte die Stadt das Gebäude.